# Alfredo Antonini
Alfredo Antonini (31 de mayo de 1901 - 3 de noviembre de 1983) fue un destacado director de orquesta y compositor italo-estadounidense que participó en muchos conciertos, así como en las cadenas de radio y televisión CBS desde la década de 1930 hasta principios de la década de 1970. Recibió en 1972 el premio Emmy por sus logros sobresalientes en programación religiosa en televisión por su dirección del estreno de la ópera de Ezra Laderman And David Wept para la televisión CBS durante 1971. Además, fue galardonado con la Orden del Mérito de la República Italiana en 1980. Llegó a participar con numerosos artistas del medio.

## Biografía
Antonini nació en Alessandria y empezó sus estudios musicales en el Conservatorio Real de Milán. A los trece años conoció al director de orquesta italiano Arturo Toscanini mientras tocaba la celesta en el estreno italiano de Petrouchka de Igor Stravinsky, llegando a ser su alumno. Se distinguió como organista y pianista de la Orquesta de La Scala de Milán antes de emigrar a Estados Unidos en 1929. Compartió su talento musical con su padre, quién fue miembro de la compañía de Ópera de Buenos Aires en el Teatro Colón tras irse de Italia a Argentina. Además su esposa Sandra era pianista y profesora de canto.
Durante la década de 1940, fue director de varias orquestas importantes mientras actuaba en CBS Radio. Estas incluyeron: la Orquesta Panamericana de CBS (1940-1949), como parte de la iniciativa de diplomacia cultural del Departamento de Estado y la Oficina del Coordinador de Asuntos Interamericanos durante la Segunda Guerra Mundial; la Orquesta de Conciertos de Columbia (1940-1949) y la Orquesta Sinfónica de CBS.  Durante la década de 1940, Antonini también dirigió la Orquesta Sinfónica de CBS en varias grabaciones para la Voz de América.
Sus actuaciones con la Orquesta Panamericana de la CBS fueron importantes ya que introdujo la música latinoamericana y el bolero mexicano al público estadounidense.

### La década de 1940: la radio
Durante la década de 1940, Antonini dirigió transmisiones de radio en vivo del programa Viva América en CBS Radio y La Cadena de las Américas (Network of the Americas) en colaboración con varios artistas internacionales, como Néstor Mesta Chayres (también conocido como "El Gitano De México"), Terig Tucci, Juan Arvizu (también conocido como "El Trovador de las Américas"), Elsa Miranda, Eva Garza, Kate Smith, Pat O'Brien, y John Serry. También apareció con Chayres y la Filarmónica de Nueva York en la serie de conciertos Night of the Americas en el Carnegie Hall. que, según The New York Times, era esperado con entusiasmo por el público en general. Las presentaciones adicionales en colaboración con Arvizu y la Orquesta Típica de CBS para la Fiesta Musical Interamericana en el Carnegie Hall también atrajeron una gran aclamación.
En 1946, grabó varias canciones populares latinoamericanas en el álbum Latin American Music - Alfredo Antonini and Viva America Orchestra para Alpha Records (catálogo #'s 12205A, 12205B, 12206A, 12206B) siendo destacadas: Tres Palabras (Osvaldo Farres), Caminito de tu Casa (Julio Alberto Hernández), Chapinita (Miguel Sandoval) y Noche De Ronda (Agustín Lara). La revisión crítica de los álbumes en The New Records elogió su talento como director y aclamó la colección como uno de los mejores álbumes de música latinoamericana.
Más tarde en la década de 1940, colaboró con la vocalista Victoria Córdoba en una serie de grabaciones para Muzak, para el público de América del Norte y del Sur. También colaboró con el grupo Los Panchos en una grabación del baile de cueca chileno La Palma para Pilotone Records. Además grabó varias canciones para Columbia Records con el barítono operístico Carlo Morelli.
A finales de la década en 1948, Antonini también apareció como director en el programa de estreno de la CBS Symphony Summer Series, que se transmitió en vivo por la cadena CBS Radio. Durante este tiempo, también colaboró con destacados músicos de orquesta, incluidos Julius Baker, y Mitch Miller. Varias de sus actuaciones con la Orquesta Sinfónica de CBS también se transmitieron por la red Voice of America en 1948 y 1949. Además, sus grabaciones con los vocalistas operísticos Juan Arvizu y Nestor Mesta Chayres fueron transcritas durante este tiempo para su transmisión por Armed Forces Radio Network.

### Los años 50: la ópera

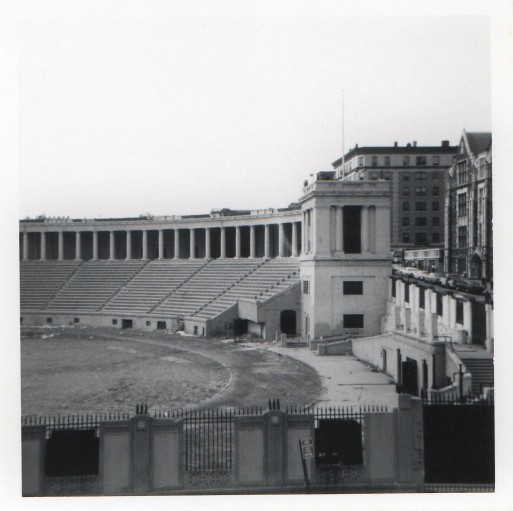
City College of New York -Lewisohn Stadium, New York City (1973)

Durante la década de 1950, fue profesor de música en la Universidad de St. John, ubicada en Brooklyn, Nueva York. Como director musical de CBS Television durante la década de 1950, jugó un papel decisivo en la presentación de un programa de música clásica y operística. Su colaboración con Julie Andrews, Richard Rodgers y Oscar Hammerstein II en una producción de Cenicienta para CBS Television se transmitió en vivo en color el 31 de marzo de 1957 ante una audiencia de 107 millones. Durante esta década, también actuó con varias sopranos de ópera destacadas, entre ellas Eileen Farrell y Beverly Sills. Más tarde, en 1957, se convirtió en el director musical y conductor de la Orquesta Filarmónica de Tampa.
En 1951, también fue director de orquesta y de coro del programa de radio Music Land USA de la CBS, que contó con la participación de buenos vocalistas. Participaron en la transmisión Lois Hunt, Earl Wrightson y Thomas Hayward. Estas interpretaciones de la Orquesta de Alfredo Antonini se incluyeron entre varias transcripciones de su obra, seleccionadas para su difusión a las fuerzas armadas estadounidenses de todo el mundo por el Servicio de Red de Radio de las Fuerzas Armadas durante las décadas de 1940 y 1950.
Antonini se desempeñó como director de los conciertos de verano al aire libre celebrados en el emblemático estadio Lewisohn de Nueva York durante las décadas de 1940, 1950 y 1960. Apareció al menos una vez durante cada temporada, presentando a los principales talentos de la Ópera Metropolitana. Sus apariciones con la Orquesta Sinfónica Filarmónica de Nueva York y la Orquesta del Estadio Lewisohn durante la serie de conciertos de la Noche Italiana atrajeron con frecuencia audiencias que superaron los 13.000 invitados. Estas actuaciones incluyeron arias del repertorio operístico italiano estándar y mostraron famosos como: Jan Peerce, Eileen Farrell, Richard Tucker, Beverly Sills, Licia Albanese, Eva Likova, Robert Weede, Cloe Elmo  y Robert Merrill.

### Década de 1950-1970: Televisión
El trabajo de Antonini con CBS pronto lo llevó a trabajar en la televisión a medida que ese medio ganó presencia en la década de 1950. Compuso la mitad de las partituras y dirigió la Orquesta de CBS en las presentaciones de la popular serie documental The Twentieth Century (1957-66). Dirigió la Orquesta de CBS en la serie documental American Musical Theater (1959) en la que también participaron Robert Weede y Laurel Hurley. Otros créditos tempranos de la cadena incluyen el programa religioso ecuménico de larga duración Lamp Unto My Feet y especiales como Cinderella y The Fabulous Fifties.
Antonini continuó colaborando como director invitado con solistas instrumentales, incluyendo a Benny Goodman en 1960 para una interpretación del Concierto para clarinete de Mozart en el Estadio Lewisohn. Además, dirigió la Sinfonía del Aire en el especial televisivo en directo, en horario de máxima audiencia, Spring Festival of Music para CBS Television. Esta colaboración con el pianista John Browning y el productor Robert Herridge incluyó la interpretación de un movimiento del Segundo Concierto para piano de Sergie Rachmaninoff. La interpretación destacó por su excelencia musical, así como por su impactante presentación visual en televisión.
En 1962, colaboró con la entonces primera dama de los Estados Unidos , Jacqueline Kennedy, el director Franklin J. Schaffner y el periodista Charles Collingwood de CBS News en el documental televisivo "Un recorrido por la Casa Blanca con la Sra. John F. Kennedy". El documental fue visto por más de 80 millones de espectadores en todo el mundo y recibió una buena aclamación de la crítica.
En 1964, Antonini dirigió la Orquesta Sinfónica de la CBS en una aclamada adaptación del oratorio sacro de Héctor Berlioz, La Infancia de Cristo, para la cadena de televisión CBS. Entre sus solistas operísticos se encontraban Sherrill Milnes, Giorgio Tozzi, Ara Berberian y Charles Anthony, con el apoyo de las voces corales de los Camerata Singers. En esa época, colaboró como director en un episodio televisado de The CBS Repertoire Workshop, "Feliz Borinquen", que mostró el talento de destacados artistas puertorriqueños-estadounidenses como Martina Arroyo y Raúl Dávila.
Además de actuar como director en la radio WOR en la ciudad de Nueva York durante la década de 1940, apareció como director invitado para las principales orquestas sinfónicas en Chicago, Milwaukee, Oslo, Noruega y Chile durante la década de 1950. Durante este tiempo, también fundó la Orquesta Filarmónica de Tampa en Tampa, Florida, que eventualmente se fusionó con la Sinfónica de la Costa del Golfo de Florida. En la década de 1960, Antonini también apareció como director invitado con la Filarmónica de Nueva York en el Philharmonic Hall durante un gran concierto benéfico de ópera que contó con el arte de Jan Peerce y Robert Merrill. A lo largo de la década de 1960 continuó colaborando con luminarias de la ópera como [[Jan Peerce, Robert Merrill, Franco Corelli, Nicolai Gedda, Giorgio Tozzi, Gabriella Tucci y Dorothy Kirsten en una variedad de conciertos de gala. También actuó con Roberta Peters en el Lewisohn Stadium del City College.
En 1975, Antonini dirigió los Conciertos Orquestales de Naumburgo, en el Naumburg Bandshell, Central Park, en la serie de verano.
En 1971, fue director musical en el estreno televisivo de la ópera "And David Wept" de Ezra Laderman en CBS, obteniendo un premio Emmy por Logro Destacado en Programación Religiosa (1972). Colaboró en esta producción con figuras de la ópera como Sherrill Milnes, Rosalind Elias y Ara Berberian. Varios años después, en 1975, volvió a colaborar con Berberian y la mezzosoprano Elaine Bonazzi para la película para televisión de CBS, "A Handful of Souls".
Las colaboraciones de Antonini en CBS Television se extendieron más allá del ámbito de la ópera para incluir figuras famosas, entre ellas:
- Filantropía - (John D. Rockefeller III)
- Gobierno - (Jacqueline Kennedy Onassis)[80][81]
- Periodismo - (Charles Collingwood)[80][81] Walter Cronkite,[93][94] y Daniel Shorr)
- Arte - (Henry Moore, Kenneth Clark)
- Danza - (Mary Hinkson)
- Drama - (John Alexander, Julie Andrews,[95] Ingrid Bergman,[96] Betty Comden,[97] Henry Fonda,[98]  Jackie Gleason,[99] Steven Hill, Ron Holgate,[100] Celeste Holm, Richard Kiley,[101] Howard Lindsay,[102] Michael Redgrave)
- Escenario de conciertos - (Charles Anthony[103] y John Browning)[104]

## Muerte
Alfredo Antonini murió a la edad de 82 años durante una cirugía cardíaca en Clearwater, Florida, en 1983. Está enterrado en el cementerio Sylvan Abbey Memorial Park en Clearwater y le sobrevivieron su esposa Sandra y un hijo.

## Composiciones
- La gran ciudad
- Sarabanda
- Rapsodia siciliana
- Suite para violonchelo y orquesta
- Preludios para órgano
- Suite para cuerdas
- Estados Unidos de América, alrededor de 1790
- Mambo Tropical

## Discografía
- Cenicienta, vocalista Julie Andrews, Columbia Masterworks (OL5190), LP de 12 pulgadas, 1957?
- Fantasía americana, SESAC Records, LP de 33 RPM, 195?
- Atmósfera de Antonini - Alfredo Antonini y su orquesta, Coral Records (LVA 9031), 33PRM LP, 1956[105]
- Clásicos románticos, SESAC Records, LP de 33 RPM, 195?
- Aaron Copland/Hugo Weisgall/Alfredo Antonini - Doce poemas de Emily Dickinson, Columbia Masterworks (ML 5106), LP de 33 RPM, 1956[105]
- Canciones de la soleada Italia - Richard Tucker con Alfredo Antonini dirigiendo la Orquesta de Conciertos de Columbia, Columbia Masterworks (ML 2155), LP de 33 RPM, 1950[105]
- Alfredo Antonini y su orquesta - Danzas de América Latina, London Records (LPB.294), LP de 33 RPM, 1950[105]
- Alfredo Antonini & The Columbia Concert Orchestra, solista Richard Tucker, Columbia Masterworks (A-1540), 45 RPM, 195?
- Nestor Chayres cantando canciones románticas de América Latina, director de Alfredo Antonini, Decca, 78 RPM, 1947[106]
- Juan Arvizu, Trovador de las Américas, director Alfredo Antonini, Columbia Records (#36663), 1941 78 RPM, 1941[107][108]
- Música Latinoamericana - Alfredo Antonini y Orquesta Viva América, Alfredo Antonini director de la Orquesta Viva América, Elsa Miranda vocalista, Alpha Records (#12205) 78 RPM, 1946[109][35]
- Richard Tucker: Just For You con Alfredo Antonini y la Orquesta Sinfónica de Columbia, Columbia Masterworks (A-1619-1), 45 RPM, 195?[105]
- Amapola (Joseph Lacalle), vocalista Nino Martini, Columbia (#17202-D) 78 RPM, 194?[110]
- Bolero - No Me Lo Digas (Maria Grever), vocalista Nino Martini, Columbia (#17202-D), 194?[111]
- Néstor Chayres y Alfredo Antonini, Decca (#23770), 78 RPM[105]
- Granada (Agustín Lara), vocalista Nestor Chayres, Decca (#23770), 78 RPM (1946)[112]
- Noche de Ronda (Maria Teressa Lara), vocalista Nestor Chayres, Decca (#23770), 78 RPM (1946)[113]
- La Palma, Los Panchos Trio, Pilotone (#P45 5067), 78 RPM (194?)[114]
- Rosa Negra, Alfredo Antonini Orquesta Viva América, Pilotone (#P45 5069), 78 RPM (194?)[114]
- Alfredo Antonini y The Viva America Orchestra - Chiqui, Chiqui, Cha/Caminito De Tu Casa, Bosworth Music (BA.251), 78 RPM, (194?)[105]
- Música de las Américas, Álbum Pilotone, LP de 78 RPM, 194?
- La spagnola (V. Di Chiara), vocalista Carlo Morelli, Columbia (#17192D) 78 RPM (194?)[115]
- Alma Mia (Maria Grever), vocalista Carlo Morelli, Columbia (#17192D) 78 RPM (194?)[116]
- ¡Viva Sevilla! y el vocalista de Noche de Amor Juan Arvizu, Columbia (#36664) 78 RPM (194?)
- Mi Sarape y Que Paso? vocalista Juan Arvizu, Columbia (#36665) 78 RPM (194?)
- ¿El Bigot de Tomás y De Donde? vocalista Juan Arvizu, Columbia (#36666) 78 RPM (194?)
- Canta Il Marie (Mazzola) y Si Alguna Vez (Ponce) vocalista Carlo Morelli Columbia (#17263-D) 78 RPM[117]
- Esta Noche Ha Pasado (Sabre Marrequin) vocalista Luis G. Roldan, Columbia (#6201-x) 78 RPM (194?)[118]
- Tres Palabras (Osvaldo Farres) vocalista Luis G. Roldan, Columbia (#6201-x) 78 RPM (194?)[119]

## Filmografía
- Un puñado de almas - (Película para televisión, Director, 1975)[120]
- Y David lloró - (Película para televisión, director musical, 1971)[13]
- Gauguin en Tahití: En busca del paraíso (Documental de televisión, Director de orquesta, 1967)
- El traje nuevo del Emperador - (Película para televisión, Director, 1967)
- El siglo XX - Nehru: El hombre de dos mundos - (CBS-TV, Conductor, 1966)[93]
- Donde están los espías - (Película, Director, 1966)
- Informes de CBS - (Serie documental de televisión, Conductor, 1965)
- El siglo XX - Los nisei: El orgullo y la vergüenza (Documental de CBS, Director, 1965)[94]
- Jack y las habichuelas mágicas - (Película para televisión, Director, 1965)
- Pinocho (Película para televisión, Director de orquesta, 1965)
- L'Enfance du Christ - (Película para televisión, Director de orquesta, 1964)[82]
- Taller de repertorio de la CBS (Serie de televisión, Director, 1964)
- El siglo XX - (Serie documental de CBS-TV, director musical, conductor, 1957-66)[13][121]
- Arias y Arabescos - (Película para TV, Director, 1962)[122]
- Cabeza de Vaca - (TV Movie, Director de orquesta, 1962)[123][124]
- Un recorrido por la Casa Blanca - (Documental de televisión, director musical, 1962)[80]
- Un acto de fe - (Película para televisión, director musical, 1961)[125]
- Veinticuatro horas en la vida de una mujer - (Película para televisión, Conductor, 1961)[96]
- Y en la Tierra, Paz - (Película para televisión, Compositor, 1961)
- Festival de Música de Primavera: Solistas Estadounidenses - (Película para televisión, Self, 1960)[126]
- El hombre adecuado - (Película para televisión, Director de orquesta, 1960)
- Los fabulosos años cincuenta - (Documental de televisión, director musical, 1960)[13]
- El siglo XX - Las películas aprenden a hablar - (Documental de la CBS, Conductor, 1959)[127]
- El teatro musical americano (serie documental de CBS-TV, Conductor, 1959)[128]
- El siglo XX - El increíble turco (Documental de televisión, Director, 1958)[129]
- Las siete artes vivas - (Serie de televisión, director musical, 1957)
- Air Power - (Documental de televisión, director musical, 1956-1957)[130][131]
- Cenicienta - (Especial de TV, director musical, 1957)[13]
- Estudio Uno: Círculo de Culpa - (CBS-TV, Conductor, 1956)[132]
- Sala Filarmónica - Lincoln Center Avery Fisher Hall con la escultura de Henry Moore.
- Estudio Uno: Dino - (CBS-TV, director musical, 1956)[133]
- Estudio Uno: Star-Spangled Soldier - (CBS-TV, Música, 1956)[134]
- Studio One en Hollywood - (Serie de televisión, director musical, 1954)[135]
- Studio One: Dark Possession - (CBS-TV, Asesor musical, 1954)
- Estudio Uno: Déjame ir, amante - (CBS-TV, director musical, 1954)
- Estudio Uno: Dry Run - (CBS-TV, Música, 1953)
- El show de Jane Froman - (Serie de televisión, Director, 1952)[136]
- El gabinete del doctor Caligari - (Película para televisión, Compositor, 1920)[137]

## Premios
- Premio Primetime Emmy por logros destacados en programación religiosa (1972)[13][6]
- Premio al Servicio Distinguido a la Música de la Asociación Nacional de Compositores y Directores de Estados Unidos[13]
- Título de Comendador otorgado por el Presidente de Italia (1977)[8][138]
- Orden del Mérito de la República Italiana (1980)[8][138]

## Obras archivadas
- Colección CBS de partituras manuscritas 1890–1972 - en la Biblioteca Pública de Nueva York para las Artes Escénicas del Lincoln Center de la ciudad de Nueva York, Nueva York - Partituras seleccionadas de composiciones de Alfredo Antonini emitidas por la cadena de televisión CBS.[139][140]
- La Biblioteca Pública de Nueva York para las Artes Escénicas en el Lincoln Center de la ciudad de Nueva York, Nueva York: grabaciones de sonido seleccionadas con Alfredo Antonini dirigiendo la Orquesta Sinfónica de CBS para Voice of America.[18]
- Filarmónica de Nueva York - Archivos digitales de Shelby White y Leon Levy - Programas de conciertos, partituras musicales, álbumes de recortes y documentos comerciales seleccionados de Alfredo Antonini.[141]

## Afiliación profesional
- Sociedad Americana de Compositores, Autores y Editores ASCAP (1948)[142]